# Liste der Monuments historiques in Amillis
Die Liste der Monuments historiques in Amillis führt die Monuments historiques in der französischen Gemeinde Amillis auf.

## Liste der Bauwerke
| Bezeichnung      | Beschreibung | Standort | Kennzeichnung | Schutzstatus | Datum | Bild           |
| ---------------- | ------------ | -------- | ------------- | ------------ | ----- | -------------- |
| Kirche St-Pierre |              | (Lage)   | PA00086793    | Inscrit      | 1927  | weitere Bilder |

## Liste der Objekte

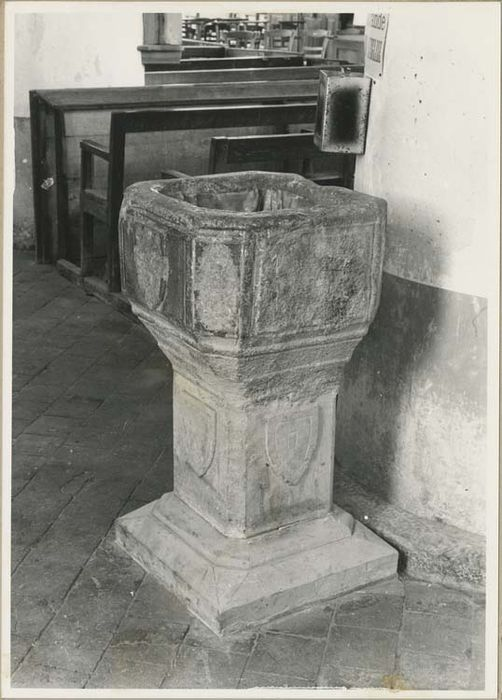
Weihwasserbecken aus dem 18. Jahrhundert in der Kirche St-Pierre

- Monuments historiques (Objekte) in Amillis in der Base Palissy des französischen Kultusministeriums